# Lee Marvin
Lee Marvin (New York, 19 februari 1924 – Tucson (Arizona), 29 augustus 1987) was een Amerikaans acteur. In het begin van zijn carrière ontwikkelde hij zich tot karakteracteur, die voornamelijk slechteriken speelde. Later ging hij meer gevarieerde, maar voornamelijk ruwere rollen spelen, waarbij hij vaak de held van de film was.

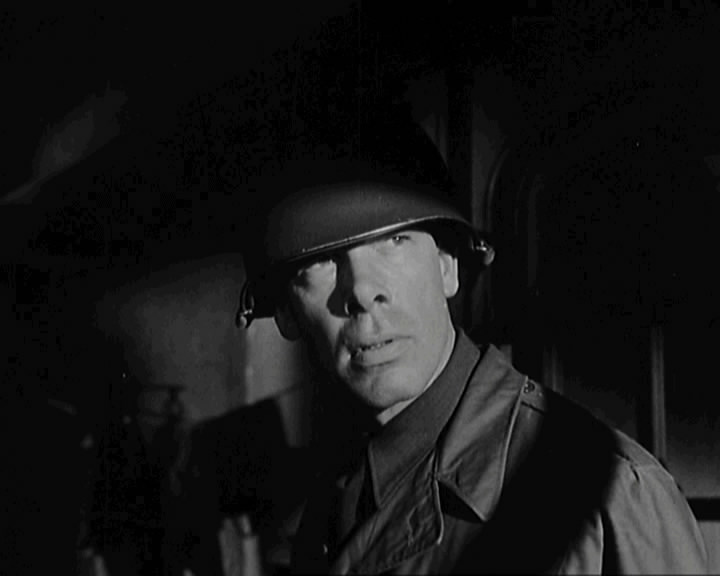
Lee Marvin, in de trailer van de film Attack!

## Beginjaren
In zijn jongere jaren ging hij naar de St. Leo's Preparatory School in Florida. Aan het begin van de Tweede Wereldoorlog stopte hij met school en sloot hij zich aan bij het United States Marine Corps. Marvin raakte gewond in de slag om Saipan, waarop hij naar huis werd gestuurd. Voor zijn diensten voor het Amerikaanse leger kreeg hij de Purple Heart. Na te zijn hersteld ging hij eerst aan het werk als leerjongen bij een loodgieter, later ging hij als acteur aan de slag in New York. Lee Marvin werd een algemene verschijning off-Broadway. Ook had hij enkele kleine televisierollen.

## Filmcarrière
In 1951 maakte Marvin zijn debuut op Broadway in het stuk Billy Budd. Datzelfde jaar had hij zijn eerste filmrol, een kleine rol in You're in the Navy Now van Henry Hathaway. Zijn eerste hoofdrol was in het oorlogsdrama Eight Iron Men uit 1952. Hierna speelde hij voornamelijk gangsters en andere zware jongens in films als The Big Heat (1953), The Wild One, tegenover Marlon Brando en Bad Day at Black Rock (1954).
Moe van de typecasting koos Marvin er in 1957 voor om de hoofdrol te spelen in de televisieserie M Squad. In deze serie was hij te zien als inspecteur van de politie, de held van de serie. De serie liep tot 1960, en als gevolg hiervan was Marvin in die tijd weinig in films te zien. In 1961 keerde hij terug naar de film, in The Comancheros met John Wayne. Het jaar daarop speelde hij weer naast Wayne in The Man Who Shot Liberty Valance van John Ford, en Marvin, Wayne en Ford werkten in 1963 weer samen voor de film Donovan's Reef. In 1964 was hij te zien als huurmoordenaar in The Killers van Don Siegel.
In 1965 won Marvin de Academy Award voor Beste Acteur voor zijn rol in de komische western Cat Ballou. Hij speelt in de film tevens twee rollen; Kid Shelleen en Tim Strawn. Daarmee is Marvin de enige winnaar in de geschiedenis van de Academy Awards die een oscar won voor een dubbelrol. Met zijn rol als Major Reisman, de leider van The Dirty Dozen in 1967 werd Marvin een grote ster. The Dirty Dozen was een van de succesvolste films van dat jaar. Datzelfde jaar speelde hij weer een huurmoordenaar in Point Blank van John Boorman. In 1969 speelde hij met Clint Eastwood in de westernmusical Paint Your Wagon. Het door hem gezongen nummer Wand'rin' Star werd dat jaar een verrassende hit in de Verenigde Staten, waar het zelfs een gouden plaat kreeg, en in 1970 een nummer 1-hit in het Verenigd Koninkrijk en Ierland. Hij sloeg de rol van George S. Patton af in de film Patton uit 1970, omdat hij zich niet kon vinden in het plot van de film.
In de jaren zeventig en tachtig was Marvin te zien in enkele succesvolle films als Monte Walsh (1970), Pocket Money (1972), Emperor of the North (1973), Avalanche Express (1978), The Big Red One van Samuel Fuller (1980) en Gorky Park (1983). De meeste van zijn latere films maakten echter geen indruk op de critici en konden geen groot publiek trekken. In 1985 speelde hij in het vervolg op The Dirty Dozen, de televisiefilm The Dirty Dozen: Next Mission. Het jaar daarop was Marvin te zien in zijn laatste film, de actiefilm The Delta Force.

## Privé
Marvin was twee keer getrouwd, met Betty Ebeling van februari 1951 tot 5 januari 1967 en met Pamela Feeley van 18 oktober 1970 tot zijn dood in 1987. Met Betty had hij vier kinderen.
Tijdens de voorverkiezingen van de Democratische Partij in 1968 steunde Marvin kandidaat Eugene McCarthy, als tegenkandidaat van de zittende president Lyndon B. Johnson.
Hij was een van de eerste acteurs in Hollywood die openlijk toegaf de homorechten te steunen, verklaarde hij tijdens een interview in het blad Playboy in januari 1969.
In 1971 werd Lee Marvin aangeklaagd door Michelle Triola, met wie hij geruime tijd een relatie had. Triola noemde zich zelfs voor langere tijd Michelle Marvin, alhoewel ze nooit getrouwd waren. Toen het stel uit elkaar ging, vond Triola dat ze recht had op de helft van de $3,6 miljoen die Marvin had verdiend gedurende de zes jaar dat het stel samenwoonde. De "alimentatie voor niet-getrouwde stellen" die zij eiste kwam tijdens de rechtszaak bekend te staan onder de naam "palimony", een porte-manteau van de woorden pal (vriend) en alimony (alimentatie). In 1976 kwam de zaak voor de Hoge Raad van Californië. In 1979 bepaalde de rechter dat Marvin 104.000 dollar moest betalen aan Triola, terwijl 1,8 miljoen dollar geëist was.
In 1987 stierf Lee Marvin onverwachts aan een hartaanval. Hij was 63 jaar oud. Hij ligt begraven in Arlington National Cemetery, Virginia, naast bokser en medeveteraan Joe Louis.

## Filmografie (selectie)
- You're in the Navy Now (1951)
- Teresa (1951)
- Eight Iron Men (1952)
- Diplomatic Courier (1952)
- We're Not Married! (1952)
- The Duel at Silver Creek (1952)
- Hangman's Knot (1952)
- The Big Heat (1953)
- Down Among the Sheltering Palms (1952)
- Seminole (1953)
- The Glory Brigade (1953)
- The Stranger Wore a Gun (1953)
- The Big Heat (1953)
- Gun Fury (1953)
- The Wild One (1953)
- The Pepsi-Cola Playhouse (televisieserie, 1954, 2 afl.)
- General Electric Theater (televisieserie, 1954–1961, 7 afl.)
- Schlitz Playhouse of Stars (televisieserie, 1954–1959, 3 afl.)
- Gorilla at Large (1954)
- The Caine Mutiny (1954)
- The Raid (1954)
- Climax! (televisieserie, 1955–1958, 4 afl.)
- Bad Day at Black Rock (1955)
- Violent Saturday (1955)
- Not as a Stranger (1955)
- A Life in the Balance (1955)
- Pete Kelly's Blues (1955)
- I Died a Thousand Times (1955)
- Shack Out on 101 (1955)
- Seven Men from Now (1956)
- Attack (1956)
- Pillars of the Sky (1956)
- The Rack (1956)
- Raintree County (1957)
- M Squad (televisieserie, 1957–1960, 117 afl.)
- Wagon Train (televisieserie, 1960–1961, 2 afl.)
- The Untouchables (televisieserie, 1961–1962, 3 afl.)
- The Comancheros (1961)
- The Man Who Shot Liberty Valance (1962)
- Donovan's Reef (1963)
- The Lawbreakers (televisieserie, 1963–1964, 35 afl.)
- The Killers (1964)
- Cat Ballou (1965)
- Ship of Fools (1965)
- The Professionals (1966)
- The Dirty Dozen (1967)
- Point Blank (1967)
- Hell in the Pacific (1968)
- Paint Your Wagon (1969)
- Monte Walsh (1970)
- Pocket Money (1972)
- Prime Cut (1972)
- Emperor of the North (1973)
- The Iceman Cometh (1973)
- The Spikes Gang ( 1974)
- The Klansman (1974)
- Shout at the Devil (1976)
- The Great Scout & Cathouse Thursday (1976)
- Avalanche Express (1979)
- The Big Red One (1980)
- Death Hunt (1981)
- Gorky Park (1983)
- The Dirty Dozen: Next Mission (televisiefilm, 1985)
- Canicule (1984)
- The Delta Force (1986)